# Хафизов, Ильдар Шавкатович
Ильдар Шавкатович Хафизов (тат. Илдар Шәүкәт улы Хәфиз; род. 30 января 1988, Ташкент) — узбекский, а впоследствии американский борец греко-римского стиля татарского происхождения, призёр чемпионатов Азии (2007, 2011), победитель Панамериканских игр 2023, финалист панамериканского чемпионат (2021), пятикратный чемпион США (2017, 2019, 2021, 2022, 2023), участник двух Олимпийских игр (2008 и 2020 годов).

## Биография
Родился 30 января, 1988 году в Ташкенте, Узбекистан в татарской семье. Начал заниматься греко-римской борьбе в 10 лет, когда его сосед тренер по борьбе пригласил посмотреть на тренировки. Выступал за сборную Узбекистан до 2015 года, в 2014 переехал в США и получил гражданство в 2015 году.

### Кадетский и юниорский уровень
В 2005 году стал бронзовым медалистом первенства Азии до 50 кг. В 2006 году стал победителем первенства Азии среди юниоров до 50 кг, в 2007 году финишировал третьим на первенстве Азии среди юниоров в весе до 55 кг.

### Сборная Узбекистана
В составе взрослой сборной Узбекистана Ильдар стал бронзовым призёром чемпионата Азии 2007, а на чемпионате мира 2007 занял 5-е место. В 2008 году принял участие в Олимпийских играх в Пекине (Китай), но там стал лишь 10-м. В июне 2009 года стал финалистом гран-при Германии в Дортмунде (Германия), в сентябре 2009 года выиграл бронзовую медаль на гран-при Азербайджана. На чемпионате мира 2009 года выбыл за гонку за медаль. В январе 2010 года выиграл международный турнир памяти Дейва Шульца в США. В 2011 году стал серебряным призёром чемпионата Азии, но на чемпионате мира 2011 вновь остался без награды. В марте 2012 года стал лишь пятым на олимпийском квалификационном турнире в Астане (Казахстан) и потерял шанс на выступления на Олимпийских играх в Лондоне. В июне 2012 года пришёл первым на Кубе «Азовмаш» в Мариуполе (Украина). В 2013 году получил травму колена и не смог выступать вплоть до конца 2015 года.

### Сборная США
В мае 2015 года присоединился в состав сборной США в качестве члена Вооружённых сил США, что дало ему право представлять сборную на международном уровне. В начале ноябре 2015 года дебютировал в составе США и стал третьим на мемориале Билла Фаррела в США, в конце ноября 2015 года стал победителем турнира Кубка Вантаа в Финляндии. В феврале 2016 года был пятым на гран-при Венгрии. В апреле 2016 года стал вторым на олимпийском отборе США, утратив шанс на выступления на Олимпийских играх в Рио-де-Жанейро (Бразилия). В марте 2017 года выиграл международный турнир «Тор Мастерс» в Дании, в конце апреля Хафизов выигрывает чемпионат США («world team trials») и впервые участвует в составе американской сборной на чемпионате мира в Париже в весе до 59 кг. В сентябре 2017 года становится пятым на чемпионате США среди военнослужащих. В начале 2019 году стал во второй раз победителем международного турнира  Дейва Шульца в Колорадо-Спрингс (США). В августе 2019 года выиграл бронзовую медаль на Панамериканских играх Лима (Перу). В середине сентября 2019 года участвовал на чемпионате мира в Астане (Казахстан). В октябре 2019 финишировал третьим на Всемирных играх среди военнослужащих в Ухане (Китай). В марте 2020 года добыл олимпийскую лицензию для сборной США в весе до 60 кг на турнире в Оттаве (Канада). В мае 2021 года стал вице-чемпионом Панамериканского чемпионата в столице Гватемалы. В августе 2021 года стал во второй раз участником Олимпийских игр в Токио (Япония). В 2022 году выиграл серебро на международном турнире Билл Фаррел и был участником чемпионата мира в Сербии. В августе 2023 года стал финалистом гран-при Германии. В сентябре 2023 года участвовал на чемпионате мира в Белграде, но не добился успеха. В ноябре 2023 года выиграл Панамериканские игры в Чили. В ноябре 2024 года стал финалистом чемпионата мира среди военнослужащих в весе до 63 кг, который прошёл в Ереване, Армения.

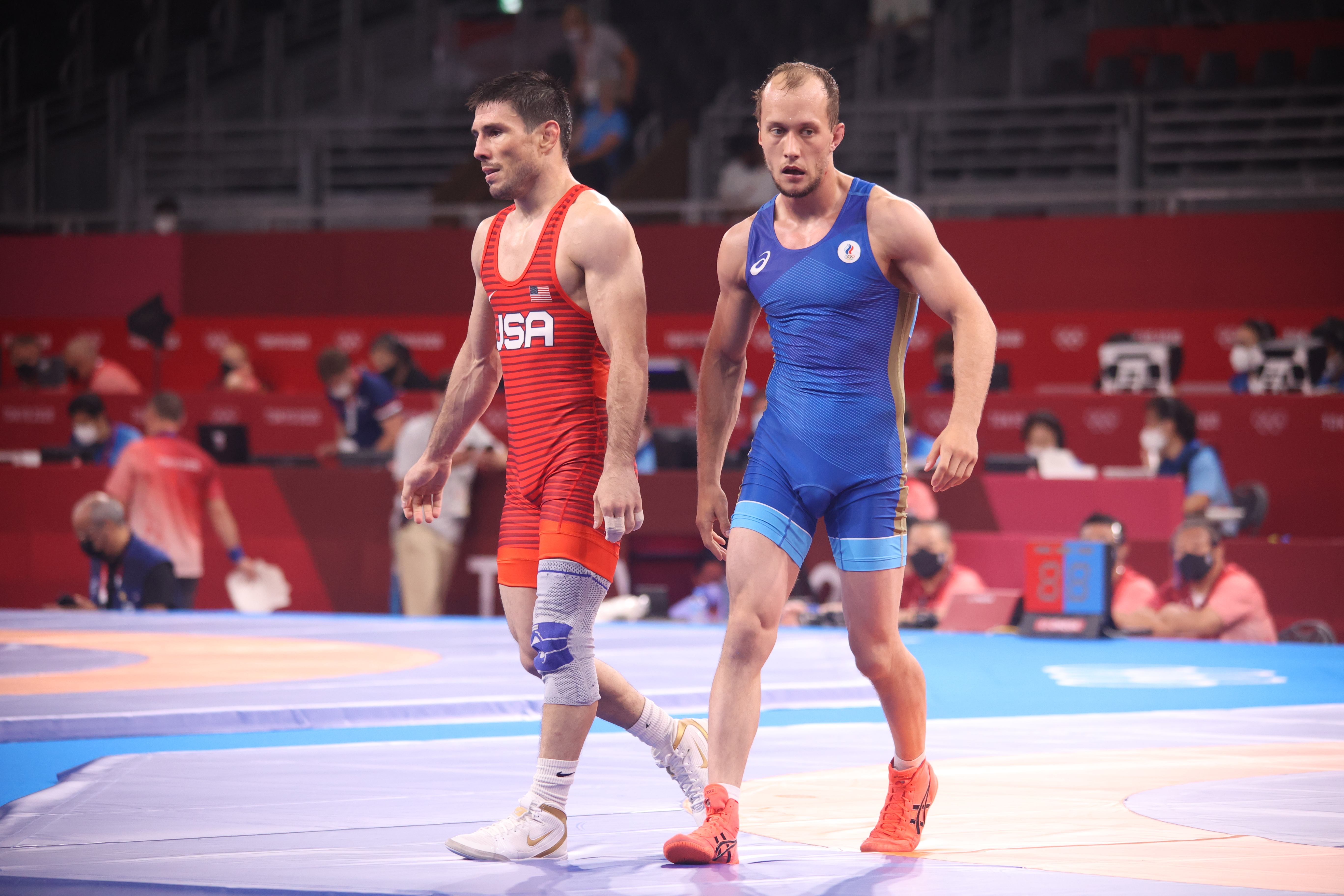
Ильдар (слева) и Сергей Емелин (справа) на Олимпийских играх 2020

## Спортивные результаты
Взрослый уровень
- 2007 Чемпионат Азии — ;
- 2011 Чемпионат Азии — ;
- 2008 Олимпийские игры — 10;
- 2021 Панамериканский чемпионат  — ;
- 2019 Панамериканские игры — ;
- 2023 Панамериканские игры — ;
- 2021 Олимпийские игры — 12;
- 2024 Чемпионат мира среди военнослужащих — ;
- 2017, 2019, 2021, 2022, 2023 Чемпионат США («World team trials») — ;

Кадетский и юниорский уровень
- 2005 Первенство Азии — ;
- 2006 Первенство Азии — ;
- 2007 Первенство Азии — ;

Прочее турниры
- 2009, 2023 Гран-при Германии — ;
- 2009 Гран-при Азербайджана — ;
- 2010, 2019 Мемориал Дейва Шульца — ;
- 2012 Кубок «Азовмаш» — ;
- 2015 Билл Фаррел — ;
- 2022 Билл Фаррел — ;
- 2015 Кубок Вантаа — ;
- 2017 Тор Мастерс — ;

## Личная информация
Хафизов проживет со своей семьей в городе Колорадо-Спрингс, штат Колорадо. У него имеется две дочери, состоит в браке с Диной Хафизовой, которая была вице-чемпионкой Азии 2005 года по вольной борьбе. Ильдар является сержантом ВС США в автобатальоне.